# Qin Jiushao

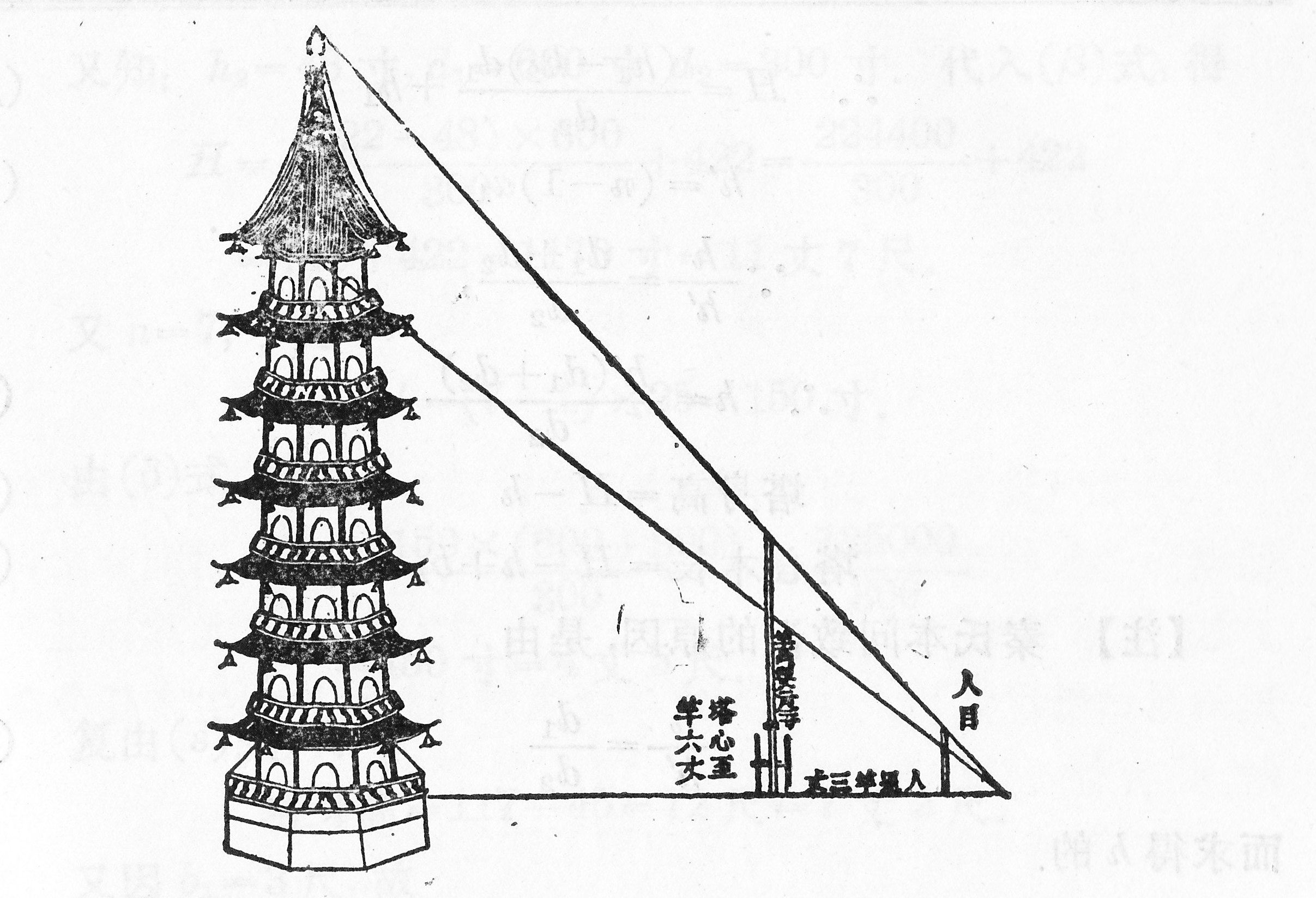
diagram van Qin Jiushao

Qin Jiushao (Vereenvoudigd: 秦九韶, Traditioneel: 秦九韶, Pinyin: Qín Jiǔshào, Wade-Giles: Ch’in Chiu-Shao), ca. 1202–1261), omgangsnaam Daogu (道古) was een Chinees wiskundige.

## Biografie
Hij werd geboren in Ziyang in de provincie Sichuan, zijn voorgeslacht kwam uit Shandong. Qin Jiushao wordt nu beschouwd als een van de grootste wiskundigen van de 13e eeuw. Dit is vooral opmerkelijk, omdat Qin zijn leven niet aan de wiskunde wijdde. Hij was op meerdere terreinen deskundig en bekleedde een reeks van bureaucratische posities in verschillende Chinese provincies.
Qins reputatie als wiskundige is gelegen in zijn werk de Shùshū Jiǔzhāng (Wiskundige verhandeling in negen secties), dat in 1247 werd uitgegeven. De verhandeling houdt zich bezig met zaken die varieerden van onbepaalde analyse tot militaire zaken en landmeting. In zijn verhandeling geeft Qin een versie van de Chinese reststelling, die algoritmes gebruikte om problemen op te lossen. In de meetkunde ontdekte hij de "formule van Qin Jiushao" voor het vinden van de oppervlakte van een driehoek met gegeven lengte of met drie zijden. Dit was dezelfde formule als de eerder ontdekte formule van Heron.
Qin gaf de vroegste uitleg van hoe experts op het gebied van de Chinese kalender astronomische gegevens berekenden volgens de timing van de winterzonnewende. Onder zijn andere prestaties bevindt zicht de introductie voor technieken voor het oplossen van algebraïsche vergelijkingen (van een willekeurige orde)s (Een numerieke algoritme gebaseerd op de methode van Horner), het vinden van sommen van rekenkundige reeksen, en het oplossen van lineair systeem. Hij introduceerde ook het gebruik van het symbool nul in de Chinese wiskunde.
Nadat hij zijn werk op het gebied van de wiskunde had afgerond, ging hij in de politiek. Hij was opschepperig en corrupt en werd meerdere malen uit zijn ambt ontheven en vervolgens geschorst. Desondanks wist hij heel rijk te worden. In tegenstelling tot andere antieke wiskundigen, was hij naar verluidt niet erg verstandig en raakte hij snel verveeld met de wiskunde. Mogelijk om die reden focuste hij slechts een beperkt deel van zijn leven op zijn studie.

## Belangrijkste werk
- Shushu Jiuzhang (Wiskundige verhandeling in negen secties, (1247))